# Hildegard von Finstingen
Hildegard von Finstingen (auch Vinstingen) (* 14. Jahrhundert; † um 1384) war eine deutsche Zisterzienserin und ab 1381 bis 1384 Äbtissin des Zisterzienser-Klosters Lichtenthal.

## Leben
Dem alten Äbtissinnenverzeichnis (AV) des Klosters Lichtenthal zufolge war Hildegard von Finstingen 14. Äbtissin in Lichtenthal und hatte eine Amtszeit von 1373 bis 1386. Eine Auswertung von alten Urkunden legt nahe, dass die Amtszeit Hildegards vermutlich von 1381 bis 1384 anzusetzen wäre. Aktuell wird angenommen, das Hildegard von Finstingen die Ehefrau von Ludwig III. (Ludemann) von Lichtenberg war, mit ihm 6 Kinder hatte und nach seinem Tod 1369 als Witwe in das Kloster eintrat. Das erste Lichtenthaler Anniversar wurde im 14. Jahrhundert nachträglich handschriftlich um den Eintrag „ob. domina Hildegardis de Vinstingen senior domina de Lichtenberg“ ergänzt. Im Unterschied zu ihren Töchtern Adelheid, Elisabeth und Walpurga, die dem Kloster als Nonnen beitraten, wurde Hildegard von Finstingen wohl als „senior domina de Lichtenberg“ bezeichnet. Sollte Hildegard tatsächlich regiert haben, dann wohl von 1381 bis 1384.